# ماكريكوريون (كارديتسا)
ماكريكوريون (Μακρυχώριον) هي مدينة في كارديتسا في مقاطعة فوريا إلادا في اليونان.